# Sapromyza pallidicornis
Sapromyza pallidicornis är en tvåvingeart som beskrevs av Friedrich Hermann Loew 1857. Sapromyza pallidicornis ingår i släktet Sapromyza och familjen lövflugor. Inga underarter finns listade i Catalogue of Life.